# Copris minutus
Copris minutus är en skalbaggsart som beskrevs av Dru Drury 1773. Copris minutus ingår i släktet Copris och familjen bladhorningar. Inga underarter finns listade i Catalogue of Life.